# Zyuzicosa turlanica
Zyuzicosa turlanica is een spinnensoort in de taxonomische indeling van de wolfspinnen (Lycosidae).
Het dier behoort tot het geslacht Zyuzicosa. De wetenschappelijke naam van de soort werd voor het eerst geldig gepubliceerd in 2010 door Logunov.